# Salakhid
Salakhid (arabiska: صلاخد) är en ort i Syrien. Den ligger i provinsen as-Suwayda', i den sydvästra delen av landet, 80 kilometer söder om huvudstaden Damaskus. Salakhid ligger 885 meter över havet och antalet invånare är 12 842.
Terrängen runt Salakhid är platt åt nordväst, men åt sydost är den kuperad. Närmaste större samhälle är As Suwaydā', 18,2 kilometer söder om Salakhid.
Omgivningarna runt Salakhid är i huvudsak ett öppet busklandskap. Runt Salakhid är det glesbefolkat, med 10 invånare per kvadratkilometer.